# William Wharton
William Wharton, właśc. Albert William du Aime (ur. 7 listopada 1925 w Filadelfii, zm. 29 października 2008 w Encinitas) – amerykański psycholog, malarz i pisarz, laureat National Book Award (1980) za pierwszą powieść Ptasiek.
Tworzył powieści obyczajowo-psychologiczne, których bohaterem jest zawsze alter ego pisarza. Przekazywał w nich filozofię życiową, w której najważniejsze jest głębokie i świadome przeżywanie swego życia, wykorzystywanie własnych talentów i możliwości oraz kultywowanie wartości rodzinnych. Szczególny wyraz takiej postawy można odnaleźć w powieści Tam, gdzie spotykają się wszystkie światy.

## Życiorys
William Wharton urodził się w Ameryce w rodzinie robotniczej, tam spędził pierwsze lata swego życia i odebrał wykształcenie, ale większość swojego dorosłego życia spędził we Francji. Jego prawdziwe nazwisko brzmi Albert du Aime, a przodkowie przybyli do Ameryki właśnie z Francji. W 1943 r. ukończył Upper Darby High School. W czasie II wojny światowej zgłosił się ochotniczo do armii amerykańskiej i walczył na terenie Europy. W czasie ofensywy w Ardenach odniósł rany i został wysłany do Ameryki. Do końca życia nie odzyskał pełnej sprawności. Renta inwalidzka pozwoliła mu na podjęcie studiów – ukończył studia na wydziale sztuk pięknych University of California, Los Angeles, zdobył także doktorat z psychologii. Potem uczył w szkołach w Kalifornii.
W 1960 rodzina Whartona przeniosła się do Europy, chcąc uchronić dzieci przed zgubnym wpływem amerykańskiej popkultury, a zwłaszcza telewizji. Przez lata mieszkał w Paryżu, utrzymując się z malowania obrazów oraz wynajmowania remontowanych przez siebie mieszkań w paryskich kamienicach. Wydarzenia te opisał w powieściach Spóźnieni kochankowie oraz Werniks.
W latach 60. domem rodziny Whartonów stała się barka mieszkalna na Sekwanie, a od lat 70. także stary młyn w Burgundii. Te wydarzenia z kolei znalazły swe odbicie w książkach Dom na Sekwanie oraz Opowieści z Moulin du Bruit i Wieści. Poza tym rodzina du Aime mieszkała przejściowo w południowych Niemczech, Włoszech i Hiszpanii; niekiedy wracali do Stanów Zjednoczonych.
W 1988 córka, zięć i dwoje wnucząt pisarza zginęli w wypadku samochodowym podczas karambolu na autostradzie międzystanowej nr 5 w stanie Oregon, powstałego na skutek zadymienia spowodowanego wypalaniem pól. Sześć lat później Wharton napisał książkę o wypadku i o jego ofiarach (Niezawinione śmierci). Wtedy postanowił także walczyć o wstrzymanie tego powszechnego w USA procederu. Podporządkował temu celowi kolejne lata życia i zintensyfikował twórczość pisarską, uzyskane w ten sposób środki przeznaczając na realizację swych zamiarów.
Zmarł w Encinitas w stanie Kalifornia wskutek infekcji podczas pobytu w szpitalu, gdzie znalazł się z powodu problemów z ciśnieniem.

## Twórczość literacka
Swój pseudonim artystyczny autor ukuł ze swojego drugiego imienia i panieńskiego nazwiska swojej matki.
Swoją pierwszą powieść Wharton wydał w 1979, mając już ponad 53 lata. Ptasiek – wielowarstwowa powieść, będąca podróżą przez złożoną świadomość bohatera, zyskała uznanie w oczach krytyków i czytelników, a na jej podstawie Alan Parker wyreżyserował film, w którym zagrali Nicolas Cage i Matthew Modine. Potem zekranizowano także inne dwie jego powieści: Tato (zagrał m.in. Jack Lemmon), w której opisuje ostatni etap życia własnego ojca oraz W księżycową jasną noc, zawierającą część wspomnień z okresu II wojny światowej, podczas której służył w armii amerykańskiej w Europie.
Cała twórczość Whartona odwołuje się do jego biografii. Mimo iż pisarz stronił od jednoznacznych deklaracji, w postaciach opisywanych w jego powieściach można znaleźć całą jego rodzinę: żonę Rosemary, dzieci, przyjaciół. Kolejne powieści odwoływały się do bogatego życiorysu Whartona: dzieciństwa w biednych dzielnicach przedwojennej Filadelfii, przeżyć wojennych (podczas których doznał trwałego uszczerbku na zdrowiu, a także głębokiego wstrząsu psychicznego), rozwijającej się i zmieniającej rodziny, kolejnych miejsc zamieszkania, swojej twórczości, dłuższych i krótszych pobytów w różnych krajach Europy – Niemczech, Włoszech, Hiszpanii i oczywiście Francji.
Twórczość Whartona nieoczekiwanie odniosła duży sukces w Polsce. Wydano tu wszystkie jego książki (połowę z nich wydano tylko w Polsce), a ich nakłady przekroczyły wszelkie oczekiwania. Mimo niejednoznacznych opinii krytyków wszystkie powieści królowały na listach bestsellerów, a spotkania pisarza z miłośnikami jego twórczości przyciągały rzesze wielbicieli. Polski fenomen pisarza znalazł swe odbicie w kilku książkach, m.in. Kim jest William Wharton Joanny Podolskiej i Bert. Szkic do portretu Williama Whartona Krzysztofa Fordońskiego.

## Artysta malarz
William Wharton myślał i mówił o sobie przede wszystkim jako o malarzu. I jak sam podkreślał dowodem na to, że jest się malarzem, są obrazy. Malował z pasją do końca życia. Początkowo sprzedawał swoje prace, jednak po uzyskaniu niezależności finansowej zachowywał je dla siebie, a nawet starał się odkupić część prac. Na przełomie stuleci zdecydował się na udostępnienie prac w Internecie, lecz po pewnym czasie uznał sieć za niewłaściwe miejsce dla rozważań na tematy artystyczne i dla upowszechnienia swojego dorobku.

## Powieści
- 1979: Ptasiek, (ang. Birdy)
- 1981: Tato, (ang. Dad)
- 1982: W księżycową jasną noc, (ang. A Midnight Clear)
- 1984: Werniks, (ang. Scumbler)
- 1985: Stado, (ang. Pride)
- 1987: Wieści, (ang. Tidings)
- 1989: Franky Furbo, (ang. Franky Furbo)
- 1991: Spóźnieni kochankowie, (ang. Last Lovers)
- 1994: Niezawinione śmierci, (ang. Wrongful Deaths (memoir))
- 1996: Dom na Sekwanie, (ang. Houseboat on Seine (memoir))

Wydania przygotowane tylko na rynek w Polsce:
- 1996: Szrapnel, (ang. Shrapnel)
- 1998: Historie rodzinne, (ang. Say Uncle)
- 1999: Al, (ang. Al)
- 1999: William Wharton – album, (ang. Album (reproductions of paintings))
- 1999: Opowieści z Moulin DuBruit, (ang. Tales of the Moulin Du Bruit)
- 2000: Tam, gdzie spotykają się wszystkie światy, (ang. Beyond the Closet)
- 2001: Niedobre miejsce, (ang. A Hard Place)
- 2001: Nigdy, nigdy mnie nie złapiecie, (ang. Nyah, Nyah, You Can't Catch Me)
- 2002: Nie ustawaj w biegu, (ang. Run, Run, Run)
- 2003: Rubio, (ang. Rubio)

## Ekranizacje
- 1984: Ptasiek (reż. Alan Parker)
- 1989: Tato (reż. Gary Goldberg)
- 1992: W księżycową jasną noc (reż. Keith Gordon)